# تفجيرات اليمن 23 مايو 2016
تفجيرات اليمن 23 مايو 2016 كانا تفجيران انتحاريان قام بهما داعش زأدى إلى مقتل ما لا يقل عن 45 من المجندين المحتملين في عدن في اليمن. الهجوم الأول الذي استهدف مجموعة قتل 20. الهجوم الثاني الذي وقع داخل القاعدة قتل 25. أعلن داعش مسؤوليته عن الهجوم. سبق الهجوم تفجيرات الشرطة اليمنية عام 2016 في مدينة المكلا اليمنية التي أسفرت عن مقتل أكثر من 48 شخصا وإصابة أكثر من 60 آخرين.